# N2 - Hanstholm-Kopenhagen
De N2 - Hanstholm-Kopenhagen (Deens: Hanstholm-København) is een landelijke langeafstandsfietsroute in Denemarken. De route verbindt de Waddenzee aan de westkant van Jutland met de hoofdstad Kopenhagen. Het traject is bewegwijzerd in twee richtingen met het cijfer 2 en is onderdeel van de nationale fietsroutes van Denemarken.

## Traject
De route begint in Hanstholm in het westen van Jutland aan de kust met de Waddenzee. Hier kan worden aangesloten op de EuroVelo EV12 Noordzeeroute of kan worden gekozen voor de landelijke route N1 - Westkustroute.
In het begin loopt de route over delen parallel met de landelijke route N12 - Limfjordroute welke rond de baai Limfjord loopt. De route gaat ook over de Sallingsundbrug. De route doorkruist het Jutland naar het oosten en kruist in Viborg de EuroVelo EV3 Pelgrimsroute en de landelijke route N3 - Ossenwegroute.
In Aarhus bereikt de route de oostkant van Jutland en de Oostzee. Hier kruist de landelijke route N5 - Oostkustroute de route. Met een veerboot wordt de oversteek gemaakt naar Seeland, naar het halfeiland Sjællands Odde. Hier start ook de landelijke route N7 - Sjællands Odde-Rødbyhavn welke kort parallel meeloopt.
In eindpunt Kopenhagen kan op diverse routes worden aangesloten. Het betreft de Europese routes EuroVelo EV7 Route van de Zon en de EuroVelo EV10 Oostzeeroute. Daarnaast kan worden aangesloten op de landelijke routes N4 - Kopenhagen-Søndervig, N6 - Esbjerg-Kopenhagen en N9 - Gedser-Helsingør. Ook start hier de Radfernweg Berlijn-Kopenhagen die in Denemarken de N9 volgt.

## Aansluitingen met Europese routes
- In Hanstholm kan worden aangesloten op de EuroVelo EV12 Noordzeeroute.
- In Viborg kruist de route de EuroVelo EV3 Pelgrimsroute.
- In Kopenhagen kan worden aangesloten op de EuroVelo EV7 Route van de Zon.
- In Kopenhagen kan worden aangesloten op de EuroVelo EV10 Oostzeeroute.

## Aansluitingen met andere routes
- In Hanstholm kan worden aangesloten op de landelijke route N1 - Westkustroute.
- In Vilsund Vest kruist de route de landelijke route N12 - Limfjordroute.
- Tussen Sallingsund en Glyngøre loopt de route parallel met de landelijke route N12 - Limfjordroute.
- Tussen Jebjerg en Skive loopt de route parallel met de landelijke route N12 - Limfjordroute.
- Tussen Knudby en Løgstrup loopt de route parallel met de landelijke route N12 - Limfjordroute.
- In Viborg kruist de route de landelijke route N3 - Ossenwegroute.
- In Aarhus kruist de route de landelijke route N5 - Oostkustroute.
- Tussen Havnebyen en Højby loopt de route parallel met de landelijke route N7 - Sjællands Odde-Rødbyhavn.
- In Kopenhagen kan worden aangesloten op de landelijke route N4 - Kopenhagen-Søndervig.
- In Kopenhagen kan worden aangesloten op de landelijke route N6 - Esbjerg-Kopenhagen.
- In Kopenhagen kan worden aangesloten op de landelijke route N9 - Gedser-Helsingør.
- * In Kopenhagen kan worden aangesloten op de Radfernweg Berlijn-Kopenhagen (in Denemarken parallel met de N9).